# Invizimals
Invizimals est un jeu vidéo développé par Novarama et édité par Sony Computer Entertainment. Invizimals exploite le concept de réalité augmentée grâce à la caméra Go! Cam sur PSP (ou la caméra intégrée sur PS Vita) pour faire apparaître des créatures appelées Invizimals modélisées en 3D dans des décors réels. Pour cela, il faut un piège Invizimals (carte plastifiée livrée avec le jeu).
Il y a plusieurs sortes d'Invizimals, du niveau Pup à Max (Pup de niveau 1 à 5, Colt de niveau 5 à 8, et Max de niveau 8 à supérieur), ainsi que de type Dark/Sombre, type apparu dans Invizimals : The Lost Tribe (obligatoirement de niveau Max, exception faite pour "Tigershark" qui peut être de type Sombre dès le niveau Pup).
Le jeu est disponible uniquement sur consoles Sony : 3 opus sont sortis sur PSP, 2 sur PS Vita et 1 sur PS3.
Plusieurs applications (Défis Cachés, Révolution, TV Tracker, Nouvelle alliance) sont sorties sur plateforme IOS/Android (et également sur PSP/PSVita) qui elles fonctionnent avec des cartes Panini à collectionner ou des cartes/figurines virtuelles à acheter sur les stores IOS/Android (TV Tracker doit être activé quand le dessin animé est diffusé à la télévision).

## Système de jeu
Le principe d'Invizimals est le suivant : le joueur localise, avec la caméra, puis capture la créature trouvée. Une fois la créature capturée, le joueur pourra envoyer son Invizimal en combattre d'autres, tout en suivant l'histoire du jeu, présentée par différentes vidéos mises en scène. On peut aussi échanger des Invizimals avec d'autres joueurs et les combattre en local ou en ligne (via Internet).

## Postérité
Plusieurs suites sont sorties :
- en 2010 sur PSP Invizimals: Shadow Zone
- en 2011 sur PSP Invizimals: The Lost Tribes
- en 2013 sur PS Vita Invizimals : L'alliance et PS3 Invizimals : Le royaume perdu
- en 2014 sur PS Vita Invizimals : La Révolte

## Observations
Beaucoup d'Invizimals évoquent des animaux réels et d'autres sortis de l'imagination des créateurs du jeu. D'après le scénario du jeu, leur origine semble être mythologique. Ils proviennent de pays tels que l'Égypte ou l'Inde, ainsi que des continents Europe ou Amérique.